# Neferneferuaton Tašerit
Neferneferuaton Tašerit, známá i jako Neferneferuaton mladší, což lze přeložit jako „Nejkrásnější od boha Atona – mladší“, byla staroegyptská princezna z 18. dynastie; žila na vrcholu amarnského období a byla čtvrtou dcerou královského páru faraona Achnatona jeho Velké královské manželky Nefertiti. Byla starší z dvojčat, které Nefertiti (podle níž byla princezna pojmenována, neboť celé jméno královny znělo Neferneferuaton Nefertiti) porodila, mladším dvojčetem byla princezna Neferneferure.

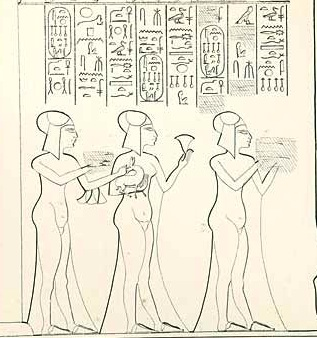
Deska z 12. roku panování faraona Achnatona. Zleva doprava: Setepenre, Neferneferure, Neferneferuaten Tašerit

## Rodina
Neferneferuaton Tašerit se narodila v Amarně před 8. rokem otcovy vlády nebo během něj. Měla tři starší sestry (Meritaton, Meketaton, Anchesenpamon a dvě mladší (Neferneferure a Setepenre). Jejím nevlastním bratrem byl Tutanchamon. Z otcovy strany byli její prarodiče Amenhotep III. a Teje, z matčiny strany Aj II. a Iuy.

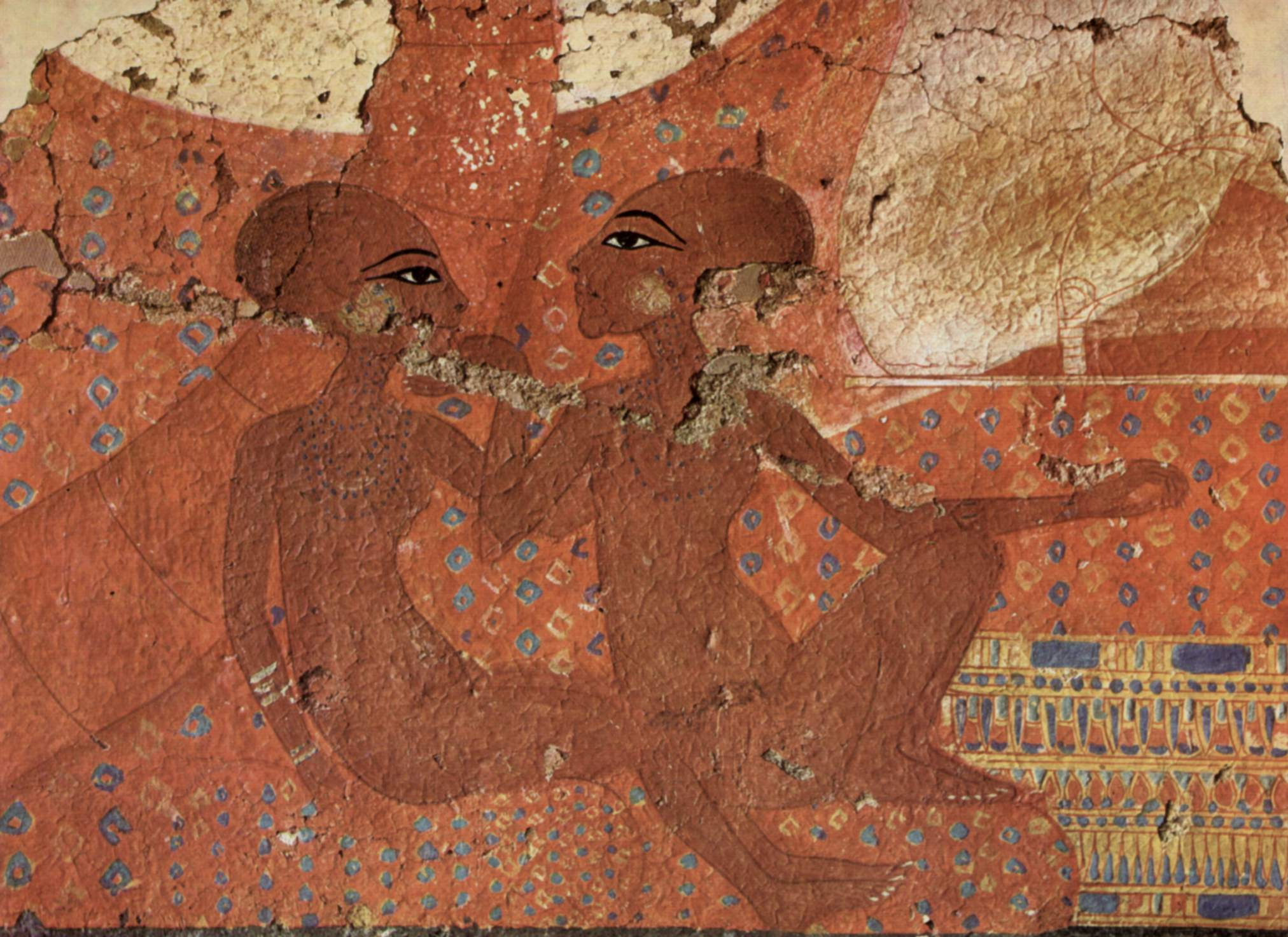
Neferneferuaton Tašerit (vpravo) a její mladší dvojče Neferneferure

## Život
Jedno z nejstarších zobrazení princezny Neferneferuaton Tašerit se nalezlo v královském domě v Amarně. Na fresce je princezna vyobrazena, jak sedí na polštáři se svou mladší sestrou Neferneferure. Freska je datována do 9. roku Achantonova panování a zobrazuje celou královskou rodinu, včetně malé Setepenre.
Neferneferuaten Tašerit byla vyobrazována, nebo alespoň zmiňována, poměrně často v amarnských hrobkách. Dochovala se také socha s nápisem, který hovoří o Atonovi, Achnatonovi a dále o jeho dcerách Anchesenpaaton a Neferneferuaton Tašerit.
Neferneferuaten se také objevuje ve scéně povýšení Panehesyho na první sluhu boha Atona (tedy na velekněze). Princezna shlíží stejně jako její rodiče z okna. Na jiném obraze z téže hrobky doprovází princezna Neferneferuaton Tašerit své čtyři sestry (Meritaton, Meketaton, Anchesenpaton a Neferneferure) na náboženských slavnostech a společně kladou květiny na oltář boha Atona.
Další dochovaná deska zobrazuje všech šest princezen na slavnostech během 12. roku Achnatonovy vlády. Podle egyptologů se jedná o obřad přijímání zahraničních poct, který proběhl osmého dne druhého měsíce zimy. Tato událost byla vyobrazena v několika amarnských hrobkách, například hrobce úředníka Huye a velekněze Meryra II. Zatímco Achnaton s Nefertiti sedí a jsou jim vzdávány holdy, jejich dcery stojí za nimi vyrovnané od nejstarší k nejmladší.
V hlavní pohřební místnosti královské hrobky v Amarně je zobrazena, jak se svými rodiči Achnatonem a Nefertiti a svými sestrami Meritaton a Anchesenpaton truchlí nad smrtí své sestry druhé princezny Meketaton. Setepenre a Neferneferure na tomto obraze chybí, pravděpodobně byly v té době již mrtvé.

## Smrt
Není známo, co se stalo s princeznou Neferneferuaton Tašerit, ani rok její smrti. Předpokládá se, že zemřela dříve, než se na trůn dostala její sestra Anchesenpamon po boku jejich nevlastního bratra Tutanchamona. Je možné, že byla jednou z osob pochovaných v hlavní pohřební komoře královské hrobky v Amarně.
Existuje teorie o tom, že Neferneferuaton Tašerit byla Achnatonova spoluvladařka. Identita Achnatonova spoluvládce je totiž sporná, ale egyptologové se shodli na tom, že jím klidně mohla být žena. Dalšími ženami, které jsou zvažovány ohlodně identity spoluvládce jsou královna Nefertiti a nejstarší princezna Meritaton.